# Корнеліс Якоб Вітсен
Корнеліс Якоб Вітсен (нід. Cornelis Jacob Witsen; бл. 1540 —1595) — голландський купець, політичний діяч часів Нідерландської революції.

## Життєпис
Молодший син заможного купця Якоба Гендріксона Вітсена, що 1557 року перебрався з Акерслота (Північна Голландія) до Амстердама. Матір'ю була Алити Гебрандсдотир. Народився близько 1540 року. Спочатку займався продажем солі спільно з батьком і братом Геррітом. Став доволі заможним містянином.
1578 року сприяв капітуляції Амстердама перед революційними військами гезів і Оранських. Завдяки цьому остання війська і політична база Іспанії на півночі Нідерландів припинила існування. Завдяки цьому Корнеліс Вітсен здобув чималу повагу, що сприяло його торговельним операціям. Увійшов до гільдії бондарів, ставши пакувальником оселедця. В його обов'язки входило нагляд за якістю оселедця, що засолювався у морі, а потім відправлявся на експорт.
1584 року став капітаном шутерів Амстердама. 1586 року перебрався на вулицю Ньювендейк у центральній частині міста. Потім стає шефером  (суддею) Амстердама. 1590 року обирається до міського магістрату. Помер Корнеліс Якоб Вітсен 1595 року.

## Родина
Дружина — Марія Клаас
Діти:
- Йонас (1566—1626)
- Ян (1569—1636)